# Sereno Watson

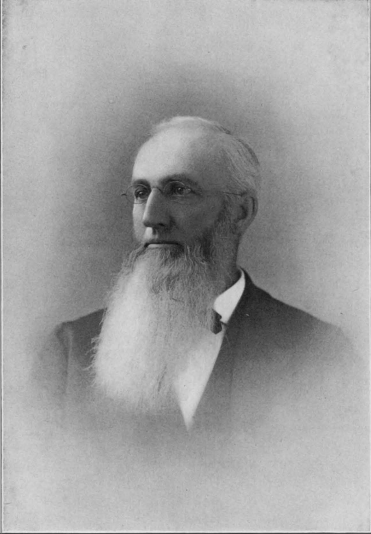
Sereno Watson

Sereno Watson (* 1. Dezember 1826 in East Windsor Hill, Connecticut; † 9. März 1892 in Cambridge (Massachusetts)) war ein nordamerikanischer Botaniker. Sein offizielles botanisches Autorenkürzel lautet „S.Watson“.

## Leben
Watson wuchs auf einer Farm in Connecticut auf. Nach seinem Abschluss an der Yale University 1847 ging er verschiedensten Betätigungen nach. 1866 bis 1867 studierte er an der Sheffield Scientific School der Yale University Chemie und Mineralogie. Danach ging er nach Kalifornien. Er nahm an der Expedition von Clarence King zur geologischen Erforschung des 40. Breitengrades teil. Nachdem der Expeditionsbotaniker William Whitman Bailey (1843–1914) durch Krankheit ausgefallen war, bekam Watson dessen Aufgabe übertragen; sein botanischer Bericht erreichte hohe Qualität, obwohl Watson kein Studium der Botanik vorweisen konnte. Asa Gray war von Watsons Werk so begeistert, dass er ihn als Assistent an das Gray Herbarium holte, wo er von 1874 bis zu seinem Todesjahr 1892 Kurator war. 1874 wurde er in die American Academy of Arts and Sciences gewählt, 1889 in die National Academy of Sciences.

## Ehrungen
Nach ihm sind die Pflanzengattungen Serenoa Hook.f. aus der Familie der Palmen (Arecaceae) und Watsonamra Kuntze aus der Familie der Rötegewächse (Rubiaceae) benannt.

## Schriften (Auswahl)
- Botany. In: Report of the geological exploration of the 40th parallel made … by Clarence King. 1871 (online).
- Contributions to American Botany. In: Proceedings of the American Academy of Arts and Sciences. Band 14, 1879, S. 213–303 (online).
- Contributions to American Botany. In: Proceedings of the American Academy of Arts and Sciences. Band 22, 1887, S. 396–481 (online).
- Contributions to American Botany. In: Proceedings of the American Academy of Arts and Sciences. Band 26, 1891, S. 124–163 (online).